# 田中順二
田中順二（たなか じゅんじ、1912年2月14日 - 1997年1月16日）は、日本の歌人、国文学者。

## 経歴
東京深川区生まれ。京都帝国大学国文科に入学し、「短歌草原」「香蘭」（村野次郎主宰）を経て、1933年（昭和8年）より吉澤義則が立ち上げた歌誌『ハハキギ』同人の編集に参画。なお吉澤没後、1962年より『ハハキギ』を引き継いで主宰した。
1936年（昭和11年）京都帝国大学国文科卒。卒業後、不況のため就職難先の確保に苦労したが、滋賀県立膳所中学校で教員を4年間務めた後、京都府立第一中学校で教員を務めた。この際、『ハハキギ』で交流があった日本文学研究者、里井陸郎に借家を用意してもらっている。
その後、同志社女子大学教授、1982年（昭和57年）定年、奈良大学教授。

## 著書
- 『某日 歌集』白揚社、1957.
- 『鑑賞小倉百人一首』洛文社、1965.
- 『近代短歌鑑賞集』桜楓社、1965. 近代短歌・人と作品
- 『二つの踏切 田中順二歌集』初音書房、1966.
- 『現代短歌百論』桜楓社、1971.
- 『小半日 歌集』初音書房、1972. ハハキギ選書
- 『ただよふ雲 田中順二歌集』初音書房、1977.12. ハハキギ選書 のち短歌新聞社文庫
- 『短歌百論』桜楓社、1980.5.
- 『青き山 歌集』みぎわ書房, 1982.4. ハハキギ選書
- 『短歌文法入門 例歌鑑賞』短歌研究社、1982.7.
- 『アララギ歌風の研究』桜楓社、1986.9.
- 『田中順二歌集』みぎわ書房、1988.1. ハハキギ選書
- 『短歌のいのち』短歌新聞社、1988.4. ハハキギ選書
- 『冬の壷 歌集』みぎわ書房、1992.10. ハハキギ選書
- 『書斎内外 歌集』短歌新聞社、1995.8. ハハキギ叢書
- 『写生一貫 子規に学ぶ』短歌新聞社、1998.1. ハハキギ選書
- 『田中順二全歌集』短歌新聞社、2009.11. ハハキギ叢書

## 共著など
- 『新註宇治拾遺物語』校註. 河原書店、1950.4. 新註日本短篇文學叢書
- 『海 ハハキギ五十周年合同歌集』編. ハハキギの会、1980.10. ハハキギ選書
- 『近江百人一首』三品千鶴共著 滋賀県文化振興事業団 編. 滋賀県教育委員会、1993.12.